# Yabause
Yabause är en Sega Saturn-emulator för Linux, Windows och Mac OS.
Yabause är släppt under GNU GPL och underhålls via webbplatsen Sourceforge. Programmets senaste version är 0.9.15 och släpptes den 16 augusti 2016.
För att få igång Yabause måste användaren ha SDL- och OpenGL-stöd (i form av till exempel GLUT32) samt ett BIOS från en Sega Saturn.